# Evenemangsstråket
Evenemangsstråket är ett cirka 1,5 kilometer långt område (stråk) som innefattar Skånegatan, Korsvägen och del av Södra Vägen i Göteborg. I området är ett flertal arenor och andra evenemangsbyggnader lokaliserade, inklusive Ullevi, Scandinavium, Svenska Mässan, Liseberg, Universeum och Världskulturmuseet; de lockar tillsammans cirka 6,5 miljoner besökare per år. Längs evenemangsstråket finns också restauranger och hotell samt biografen Filmstaden Bergakungen.
Det är sedan mitten av 1990-talet en uttalad strategi från Göteborgs kommun och anknutna marknadsföringsbolag, såsom GotEvent och Göteborg & Co, att genom stadsplanering skapa ett evenemangsstråk i området mellan Heden och Mölndalsån. Målsättningen är att här samla idrott och nöjen. 

## Bildgalleri över Evenemangsstråket

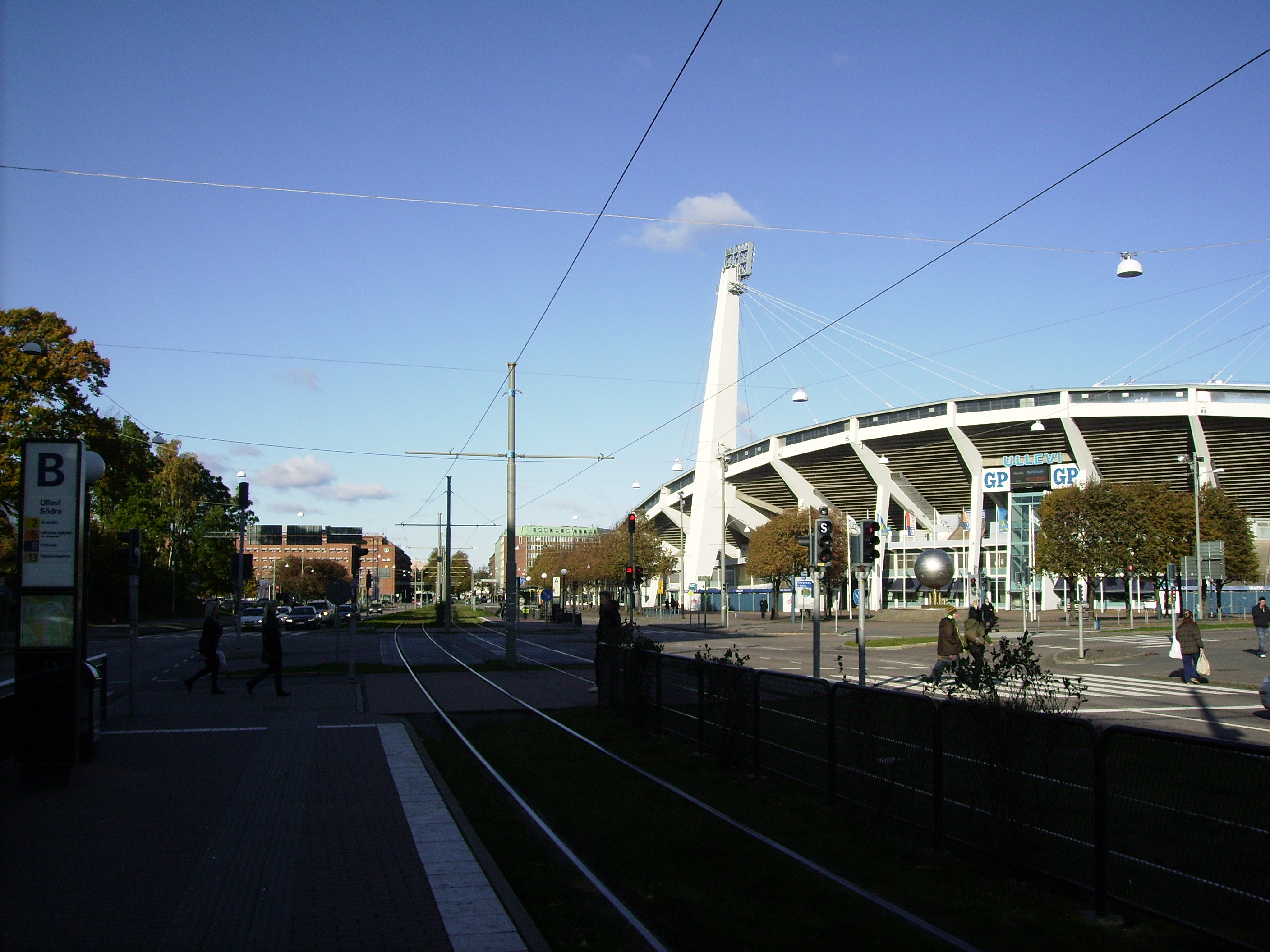
Ullevi till höger.
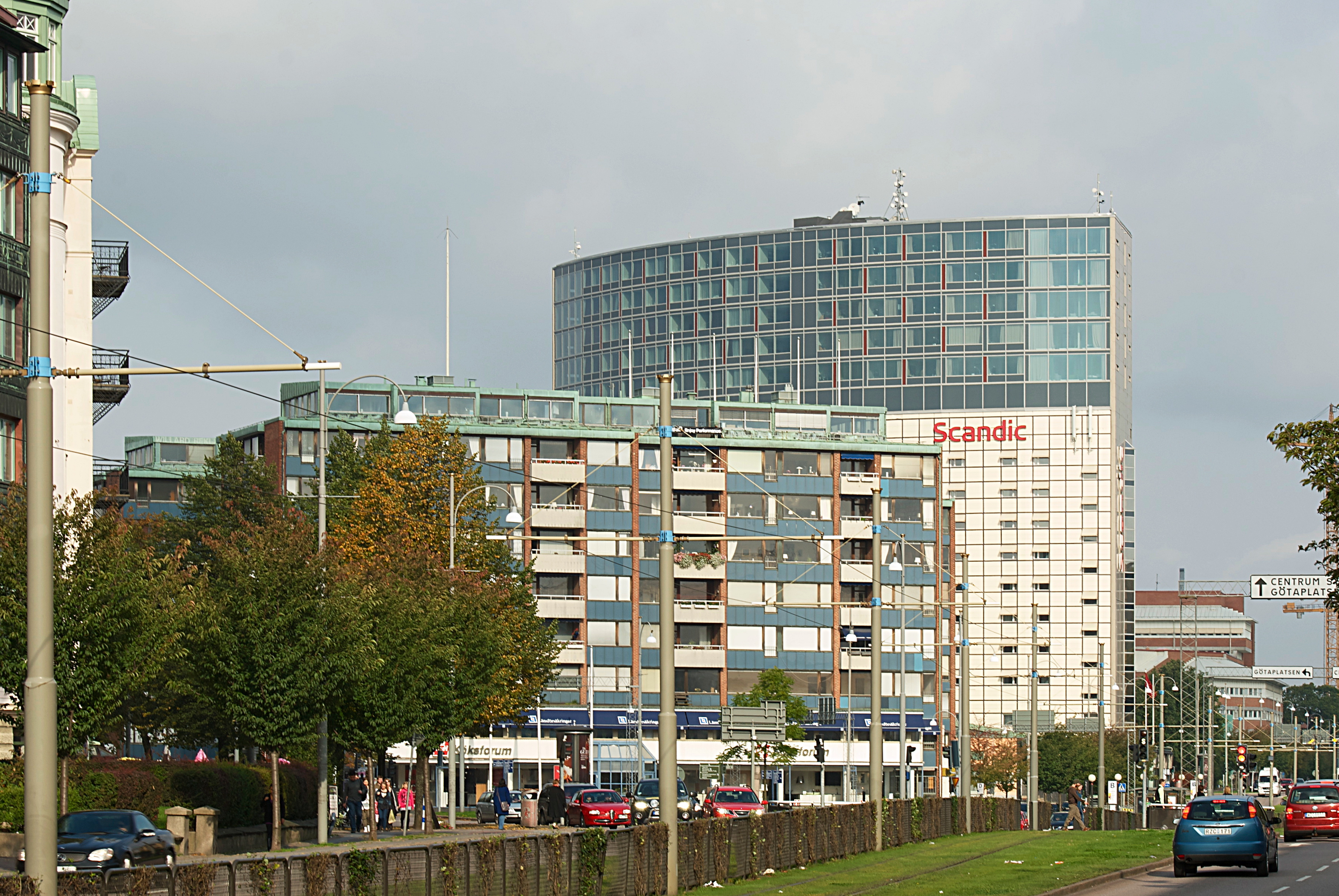
Hotell Opalen på Skånegatan, del av Evenemangsstråket.
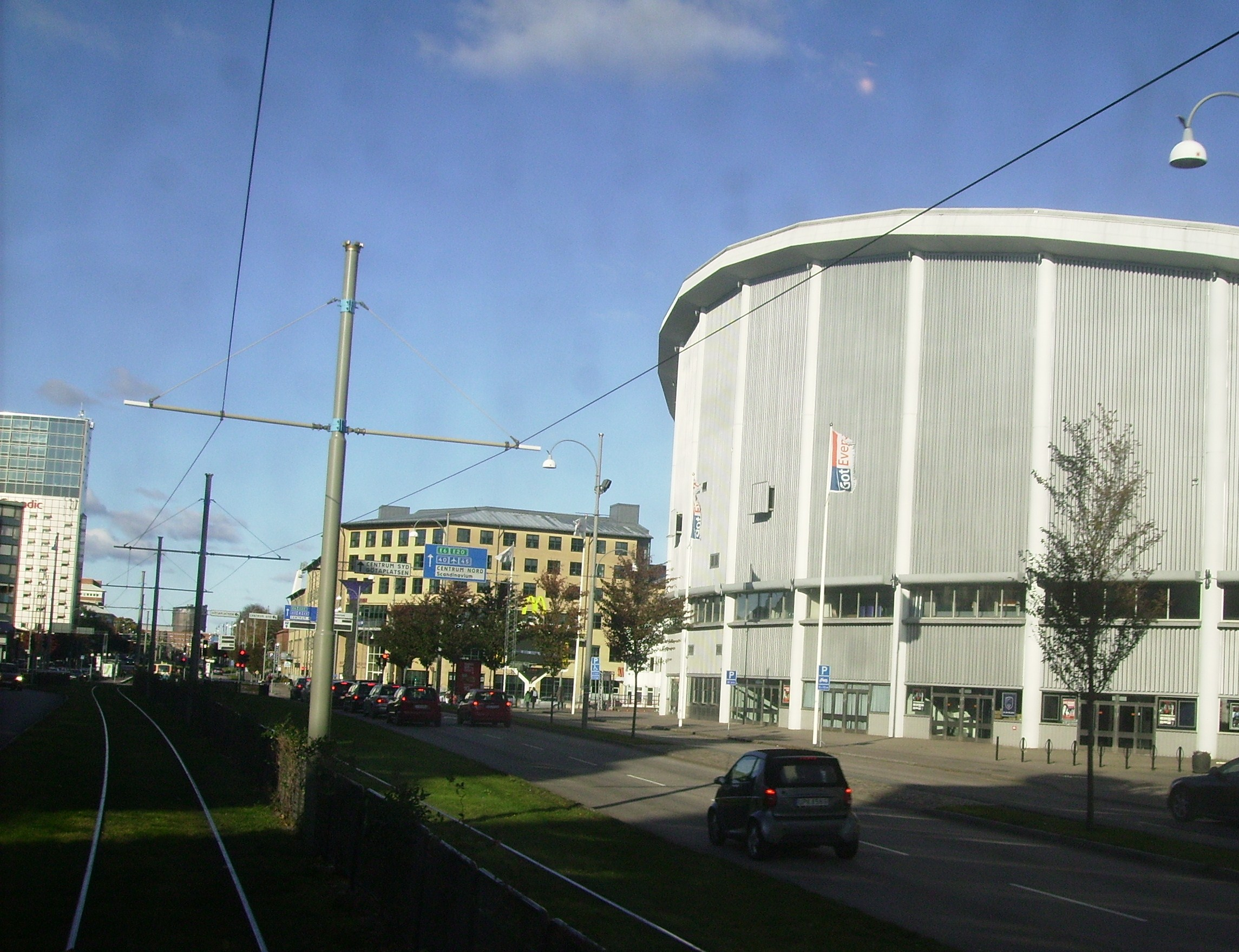
Scandinavium till höger.